# П'яненго
П'яненго, П'яненґо (італ. Pianengo) — муніципалітет в Італії, у регіоні Ломбардія,  провінція Кремона.
П'яненго розташовані на відстані близько 450 км на північний захід від Рима, 45 км на схід від Мілана, 40 км на північний захід від Кремони.
Населення — 2570 осіб (2014).
Щорічний фестиваль відбувається першої неділі жовтня. Покровитель — Santa Maria.

## Демографія
Населення за роками:

Станом на 1 січня 2023 року в муніципалітеті офіційно проживало 199 іноземців з 29 країн, серед них 89 громадян країн Євросоюзу та 8 громадян України.

## Сусідні муніципалітети
- Кампаньола-Кремаска
- Казале-Кремаско-Відоласко
- Крема
- Риченго
- Серньяно